# أولاد الحاج مسعود (لكوانين)
أولاد الحاج مسعود هو دُوَّار يقع بجماعة سيدي أتيجي، إقليم آسفي، جهة مراكش آسفي في المملكة المغربية. ينتمي الدوّار لمشيخة لكوانين التي تضم 25 دوار. يقدر عدد سكانه بـ 200 نسمة حسب الإحصاء الرسمي للسكان والسكنى لسنة 2004.

## روابط خارجية
- البوابة الوطنية للجماعات الترابية
- المندوبية السامية للتخطيط